# Nergal-šarra-uṣur
Nergal-šarra-uṣur (auch Neriglissar; † 556 v. Chr.) regierte von 560 v. Chr. bis 556 v. Chr. als neubabylonischer König. Noch als Würdenträger ehelichte er Nebukadnezars Tochter Kaššaia.

## Regierungszeit
Die erste Anordnung als König stammt vom 11. August 560 v. Chr.; 559 v. Chr. begann das erste Regierungsjahr. Am 16. April 556 v. Chr. erfolgte die letzte belegte Verlautbarung als König.
Im Jahre 560 v. Chr. wurde sein Schwager Amēl-Marduk ermordet, da er nicht die Interessen der babylonischen Oligarchie vertrat. Zum Zeitpunkt seiner Thronbesteigung war er vermutlich schon im fortgeschrittenen Alter, führte aber einige durchaus erfolgreiche Feldzüge, u. a. in Kilikien. Sein Tod im Jahre 556 v. Chr. kam dennoch überraschend. Er hinterließ das Reich seinem Sohn Lābāši-Marduk.
Wahrscheinlich ist er mit dem in der Bibel erwähnten Hofmeister Nergal-Sarezer (Jer 39,3 ) identisch, der gemäß biblischer Überlieferung an der Eroberung und Zerstörung Jerusalems im Jahre 586 v. Chr. beteiligt war.

### Schaltjahre während der Regierungszeit
Während seiner Regierungszeit sind nachfolgende Schaltmonate belegt. Die Daten basieren auf NASA-Angaben und basieren daher auf einem proleptischen gregorianischen Kalender. Die Angaben erscheinen folglich um 6 Tage gegenüber den geschichtlichen (julianischen) Daten nach hinten verschoben.
| Schaltjahre und Schaltzyklus während der Regierungszeit von Nergal-šarra-uṣur | Schaltjahre und Schaltzyklus während der Regierungszeit von Nergal-šarra-uṣur | Schaltjahre und Schaltzyklus während der Regierungszeit von Nergal-šarra-uṣur | Schaltjahre und Schaltzyklus während der Regierungszeit von Nergal-šarra-uṣur | Schaltjahre und Schaltzyklus während der Regierungszeit von Nergal-šarra-uṣur | Schaltjahre und Schaltzyklus während der Regierungszeit von Nergal-šarra-uṣur |
| Reg.-Jahr                                                                     | Datierung                                                                     | Schaltmonat                                                                   | Beginn des Schaltmonats                                                       | Beginn des nächsten Tašritu                                                   | Beginn des nächsten Nisannu                                                   |
| ----------------------------------------------------------------------------- | ----------------------------------------------------------------------------- | ----------------------------------------------------------------------------- | ----------------------------------------------------------------------------- | ----------------------------------------------------------------------------- | ----------------------------------------------------------------------------- |
| AJ                                                                            | 560 bis 559 v. Chr.                                                           | Addaru II                                                                     | 9. März 559 v. Chr.                                                           | 30. September 559 v. Chr.                                                     | 7. April 559 v. Chr.                                                          |
| 3                                                                             | 557 bis 556 v. Chr.                                                           | Addaru II                                                                     | 6. März 556 v. Chr.                                                           | 27. September 556 v. Chr.                                                     | 5. April 556 v. Chr.                                                          |